# Pierścień (herb szlachecki)
Pierścień (Ryx) − polski herb szlachecki z nobilitacji.

## Opis herbu
Juliusz Karol Ostrowski blazonuje herb następująco:
W polu błękitnym – pod półksiężycem złotym z ośmiopromienną gwiazdą srebrną między rogami – dwa skrzydła orle srebrne, pod którymi lilia złota. Nad hełmem w koronie ręka zbrojna ze złotym pierścieniem o trzech drogich kamieniach. Labry błękitne podbite czerwono.

## Najwcześniejsze wzmianki
Herb nadany został 13 maja 1768 roku w Warszawie Franciszkowi Ryxowi – kamerdynerowi króla Stanisława Augusta Poniatowskiego.

## Herbowni
Herb ten był herbem własnym, więc przysługiwał tylko jednemu rodowi herbownych:
Ryx (Ryks).